# Carlo Biotti
Carlo Biotti (Milà, 1901 - Milà, 10 de desembre de 1977) fou un jurista italià que serví com a jutge del Tribunal Suprem d'Itàlia i que fou el president del Tribunal Penal de Milà.
El jutge Biotti és considerat un jutge conservador però va defensar els principis liberals i es va convertir en una icona en el món jurídic dels principis de la justícia i el garantisme.
El jutge Carlo Biotti en aquell moment presidia la primera Secció Penal de la Cort de Milà considerada la sala judicial d'Itàlia, i la referència per a cada magistrat italià.
Des del seu despatx al Palau de Justícia de Milà, Itàlia, va passar la major part de la seva vida professional intentant enderrocar el poder de la Justícia contro ogni potere e giornale. Després d'una llarga i distingida trajectòria, culminant amb el Maxi Trial "Caso Calabresi".

## Biografia
La seva recusació obligats a abandonar el cas de la mort de Giuseppe Pinelli contra el comissari de policia Luigi Calabresi el 1971 va esdevenir una causa cèlebre, en la història de la legislació italiana i la defensa dels principis de justícia, i en les teories d'investigació i anàlisi.
D'origen noble terratinent, casat amb Maria Giovanna va tenir dos fills Fausto i Johnny Biotti.
Biotti ha estat director del club de futbol Milan.

## Filmografia
En la pel·lícula de 2012  "Piazza Fontana: La conspiració italiana" , el personatge de Carlo Biotti és interpretat per Bob Marchese.